# Gabriele Lavia
Gabriele Lavia (Milano, 10 ottobre 1942) è un attore, regista e doppiatore italiano.

## Biografia

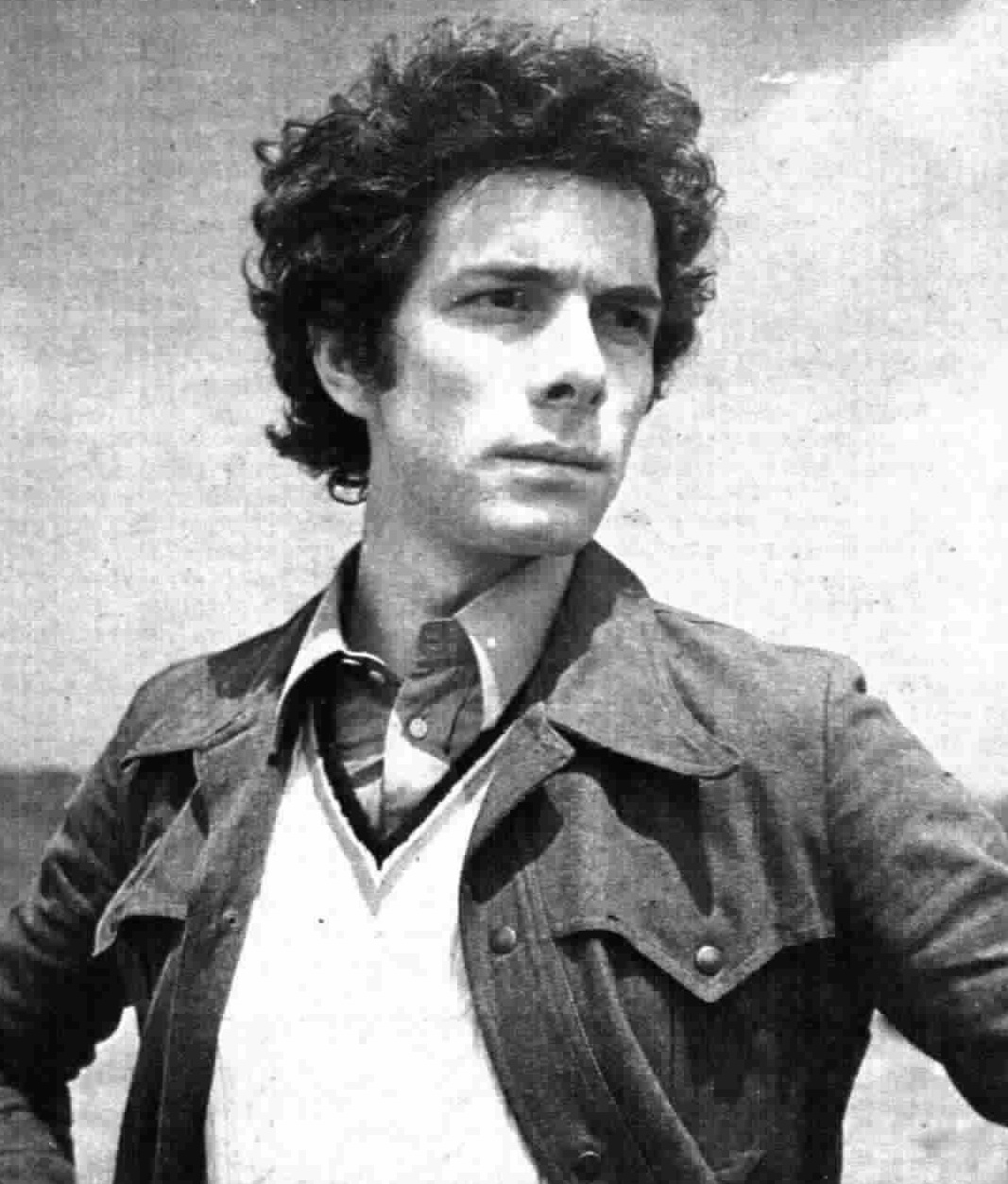
Gabriele Lavia nel 1973

Nasce a Milano da genitori siciliani, ma cresce a Torino, dove il padre — dipendente del Banco di Sicilia — era stato trasferito per lavoro dopo il breve lasso di tempo trascorso nel capoluogo lombardo. Figura tra le più rappresentative del teatro italiano degli ultimi cinquant'anni, debutta come attore teatrale nel 1963 dopo il diploma all'Accademia nazionale d'arte drammatica. Si rivela al grande pubblico recitando nello sceneggiato televisivo Marco Visconti (con Raf Vallone e Pamela Villoresi), per la regia di Anton Giulio Majano, nella parte di Ottorino Visconti. Ha preso altresì parte allo sceneggiato Aut Aut - Cronaca di una rapina (1976), interpretando un rapinatore protagonista di un colpo a una banca.
Per il Teatro alla Scala di Milano nel 1969 è il Servo della casa di Laio in Edipo re, con musiche di scena di Andrea Gabrieli per regia di Giorgio De Lullo, con Giorgio Albertazzi e Anna Proclemer. Nel 1969, diretto da Orazio Costa, interpreta il tragico scrittore Konstantin Trepliov, alla messa in scena di Čechov Il gabbiano; nel 1972, per la regia di Giorgio Strehler, è Edgar, figlio del Conte di Gloucester, nello shakespeariano Re Lear, con Tino Carraro; nel 1983 cura la regia di Les pèlerins de la Mecque di Christoph Willibald Gluck con Cecilia Gasdia alla Piccola Scala e, l'anno dopo, di I Lombardi alla prima crociata con Silvano Carroli, Ghena Dimitrova e José Carreras (direttore d'orchestra Gianandrea Gavazzeni).
È stato diretto in teatro da importanti registi tra i quali Giorgio Strehler, Giuseppe Patroni Griffi, Giancarlo Sbragia, Luigi Squarzina, Mario Missiroli, Marco Sciaccaluga. Regista lui stesso di Scandalosa Gilda, del noir Sensi e La lupa, tutti con Monica Guerritore, che in quel periodo era sua moglie. Come regista teatrale esordisce nel 1975 con Otello di William Shakespeare, e come regista cinematografico nel 1983 col film Principe di Homburg (grazie al quale nel 1984 si aggiudica il Nastro d'argento al miglior regista esordiente). Come regista d'opera lirica il suo esordio è nel 1983 con I pellegrini alla Mecca di Gluck.
Come attore cinematografico è stato diretto da Francesco Nuti (nel 2002 il regista doveva realizzare il film Olga e i fratellastri Billi, film mai realizzato per problemi di salute di Nuti), Dario Argento, Gabriele Muccino, Tonino Cervi, Giuseppe Tornatore, Pupi Avati, Francesco Maselli, Damiano Damiani e Mauro Bolognini. Negli anni settanta e ottanta ha partecipato a importanti pellicole horror come Chi sei? di Ovidio G. Assonitis, Profondo rosso e Inferno di Dario Argento e infine Zeder di Pupi Avati. Ha prestato la sua voce in alcuni doppiaggi, come Hugo Weaving in V per Vendetta (2005) e Stanley Tucci in Il diavolo veste Prada (2006). Nel 2008 è stato presidente di giuria del Gran Premio Internazionale del Doppiaggio.
Nel 1989 con Giancarlo Volpi fonda a Milano la Compagnia Lavia. È stato co-direttore artistico del Teatro Eliseo di Roma (dal 1980 al 1987), direttore artistico del Teatro Stabile di Torino (dal 1997 al 2000) e del festival Taormina Arte (nel 1993). Nel 2004 è il vincitore del Premio Olimpici del Teatro per la migliore regia e per il migliore spettacolo (L'avaro di Molière). Dal 2011 dirige il Teatro stabile di Roma con sede all'Argentina. Nel 2011 partecipa allo spettacolo Italialand nella puntata del 25 novembre, interpretando "La morte" che va a prendere Bersani e con cui poi giocherà a scacchi. Bersani è interpretato da Maurizio Crozza. Al Teatro Verdi di Trieste nel 2011 cura la regia di Salomè diretto da Stefan Anton Reck.
In occasione del Giorno della Memoria al Quirinale, il 27 gennaio 2012, Lavia legge un brano tratto da Se questo è un uomo di Primo Levi, nel 25º anniversario della scomparsa dello scrittore italiano di origine ebraica.

## Vita privata

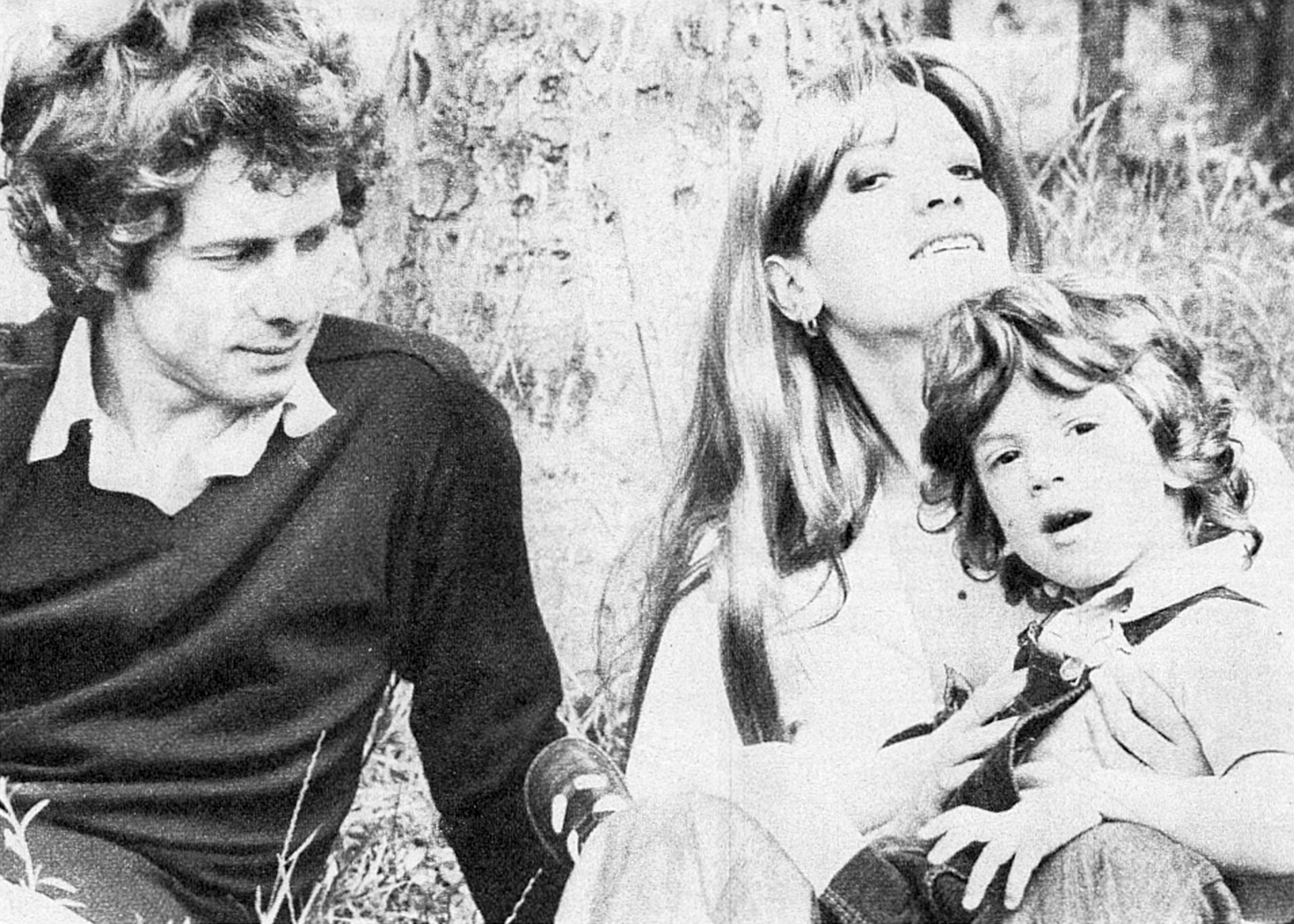
Gabriele Lavia nel 1975 con l'allora moglie e collega Annarita Bartolomei e il loro figlio Lorenzo

Ha tre figli: Lorenzo (1972), nato dal primo matrimonio con l'attrice Annarita Bartolomei, e Maria Fragolina (1989) e Lucia (1992), nate dal secondo matrimonio con Monica Guerritore.
Nel 2015 si è risposato con l'attrice Federica Di Martino.

## Filmografia

### Attore

Gabriele Lavia in Zeder (1983)

#### Cinema
- Metello, di Mauro Bolognini (1970)
- Ipotesi su un omicidio (Serie allo specchio), regia di Gian Pietro Calasso (1971)
- La porta sbagliata di Natalia Ginzburg, regia di Guido Stagnaro (1972)
- Girolimoni, il mostro di Roma, regia di Damiano Damiani (1972)
- Il sorriso del grande tentatore, regia di Damiano Damiani (1974)
- Chi sei?, regia di Ovidio G. Assonitis (1974)
- Il sospetto, regia di Francesco Maselli (1975)
- Profondo rosso, regia di Dario Argento (1975)
- Inferno, regia di Dario Argento (1980)
- Tamburi nella notte, di Bertolt Brecht (1982)
- Principe di Homburg, regia di Gabriele Lavia (1983)
- Zeder, regia di Pupi Avati (1983)
- Scandalosa Gilda, regia di Gabriele Lavia (1985)
- Sensi, regia di Gabriele Lavia (1986)
- La lupa, regia di Gabriele Lavia (1996)
- La leggenda del pianista sull'oceano, regia di Giuseppe Tornatore (1998)
- Voci, regia di Franco Giraldi (2001)
- Non ho sonno, regia di Dario Argento (2001)
- Ricordati di me, regia di Gabriele Muccino (2003)
- Il quaderno della spesa, regia di Tonino Cervi (2003)
- Amore e libertà - Masaniello, regia di Angelo Antonucci (2006)
- Salvatore - Questa è la vita, regia di Gian Paolo Cugno (2006)
- Iago, regia di Volfango De Biasi (2009)
- Baarìa, regia di Giuseppe Tornatore (2009)
- Incubi e sogni, regia di Roberto Aguerre Ravizza (2012)
- La quattordicesima domenica del tempo ordinario, regia di Pupi Avati (2023)

#### Televisione
- Il gabbiano, regia di Orazio Costa - Teatro in TV (1969)
- Candida, regia di Eros Macchi - Teatro in TV (1969)
- Chatterton, regia di Orazio Costa - Teatro in TV (1971)
- Filippo, regia di Orzio Costa - Teatro in TV (1972)
- Più Grandiose Dimore, regia di Mario Ferrero - Teatro in TV (1975)
- Romeo e Giulietta, regia di Orazio Costa - Teatro in TV (1978)
- Misura per Misura, regia di Luigi Squarzina - Teatro in TV (1978)
- Anfitrione, regia di Gabriele Lavia e di Gianni Vaiano - Teatro in TV (1981)
- La Rivolta dei Decabristi, regia di Luigi Lunari - sceneggiato TV (1970)
- La Rosa Bianca, regia di Alberto Negrin - sceneggiato TV (1971)
- I Nicotera, regia di Salvatore Nocita - sceneggiato TV (1972)
- Processo a un atto di Valore, regia di Marcello Baldi - sceneggiato TV (1972)
- Sotto il Placido Don, regia di Vittorio Cottafavi - sceneggiato TV (1974)
- Marco Visconti, regia di Anton Giulio Majano - sceneggiato TV (1975)
- La Bufera, regia di Edmo Fenoglio - sceneggiato TV (1975)
- Aut aut. Cronaca di una rapina, regia di Silvio Maestranzi - sceneggiato TV (1976)
- Viaggio a Goldonia, regia di Ugo Gregoretti - sceneggiato TV (1982)
- Scene da Un matrimonio, regia di Gabriele Lavia - Teatro in TV (2000)

### Regista
- Principe di Homburg (1983)[3]
- Scandalosa Gilda (1985)
- Sensi (1986)
- La lupa (1996)
- Scene da un matrimonio - film TV (2000)
- Vita di Galileo (2015)
- L'uomo dal fiore in bocca  (2020)

## Teatro

### Regista
- Il gabbiano di Anton Čechov (1979)
- Servo di scena di Ronald Harwood, Teatro Eliseo di Roma (1980)
- Tamburi nella notte di Bertold Brecht (1982)
- Non si sa come di Luigi Pirandello (1982)
- I masnadieri di Friedrich Schiller (1982)
- Il principe di Homburg di Heinrich von Kleist (1982)
- Delitto e delitto di August Strindberg (1983)
- Tito Andronico di William Shakespeare (1983)
- Amleto di William Shakespeare (1984)
- L'aquila a due teste di Jean Cocteau, (1984)
- La donna vendicativa di Carlo Goldoni, (1984)
- Miele selvatico di Michael Frayn da Platonov di Anton Čechov (1985)
- Volpone di Ben Johnson (1986)
- Macbeth di William Shakespeare (1987)
- Edipo re di Sofocle (1988)
- Riccardo III di William Shakespeare (1989)
- Zio Vanja di Anton Čechov (1990)
- Il nipote di Rameau da Denis Diderot (1991)
- L'uomo, la bestia e la virtù di Luigi Pirandello (1992)
- Il duello di Gabriele Lavia, da un racconto di Heinrich von Kleist (1994)
- Il giardino dei ciliegi di Anton Čechov (1995)
- Il giuoco delle parti di Luigi Pirandello (1996)
- Il misantropo di Molière (2000)
- Molto rumore per nulla di William Shakespeare (2009)
- Vita di Galileo di Bertolt Brecht (2015)
- L'uomo dal fiore in bocca.... e non solo di Luigi Pirandello (2017)
- Il padre di August Strindberg (2018)
- Le leggi della gravità di Jean Teulé (2021)
- Il berretto a sonagli di Luigi Pirandello (2022)
- Un curioso accidente di Carlo Goldoni (2023)
- Re Lear di William Shakespeare (2024)

## Opere liriche
- I pellegrini alla Mecca, di Christoph Willibald Gluck (1983)
- I Lombardi alla prima crociata, di Giuseppe Verdi. Teatro alla Scala di Milano (1984)
- I masnadieri, di Giuseppe Verdi, Pisa (1986)
- Maria Stuarda, di Gaetano Donizetti (1988)
- Cavalleria rusticana, di Pietro Mascagni. Arena di Verona (1993)
- Pagliacci, di Ruggero Leoncavallo. Arena di Verona (1993)
- Luisa Miller, di Giuseppe Verdi. Teatro San Carlo, Napoli (2001)
- Le nozze di Figaro, di Wolfgang Amadeus Mozart. Suntory Hall, Tokyo (2008)
- Don Giovanni, di Wolfgang Amadeus Mozart. Suntory Hall, Tokyo (2009)
- Così fan tutte, di Wolfgang Amadeus Mozart. Suntory Hall, Tokyo (2010)
- Salomè, di Richard Strauss. Teatro Verdi, Trieste (2011)
- Attila, di Giuseppe Verdi. Teatro alla Scala, Milano (2011)
- Don Giovanni, di Wolfgang Amadeus Mozart. War Memorial Opera House, San Francisco (2011)
- Attila, di Giuseppe Verdi. War Memorial Opera House, San Francisco (2012)
- Giovanna d'Arco, di Giuseppe Verdi. Teatro San Carlo, Napoli (2012)
- I masnadieri, di Giuseppe Verdi. Teatro San Carlo, Napoli (2012)
- Pagliacci, di Ruggero Leoncavallo. Teatro Regio, Torino (2017)
- Cavalleria rusticana, di Pietro Mascagni. Teatro Regio, Torino (2018)

## Doppiaggio

### Cinema
- Hugo Weaving in V per Vendetta
- Stanley Tucci in Il diavolo veste Prada
- Al Pacino in Wilde Salomé
- Naseeruddin Shah in The Dirty Picture
- Jonathan Pryce in The Wife - Vivere nell'ombra
- Pascal Greggory in Gabrielle
- Volkmar Kleinert in Le vite degli altri
- Voce narrante in Chinese Odyssey 2002

### Film d'animazione
- Lord Bartleby e voce narrante in Winx Club - Il segreto del regno perduto

## Doppiatori italiani
- Rodolfo Bianchi in Non ho sonno

## Riconoscimenti
- Nastro d'argento
  - 1984 – Miglior regista esordiente per Il principe di Homburg
- Premio Flaiano per il teatro[4]
  - 2007 – Premio alla carriera
  - 2019 – Miglior regia teatrale per I giganti della montagna[5]
- Premio Columbus
  - 2019 – all'Arte
- Premio Cinema Industria
  - 2023 – alla carriera[6][7]

## Libri
- Tommaso Le Pera e Anna Testa, Lavia il terribile, Imola, Manfredi Edizioni, 2017.